# Angleži
Angleži so v glavnem prebivalci Anglije, včasih tudi Velike Britanije in Severne Irske. Živijo tudi v drugih krajih, predvsem v bivših kolonijah. Ime so dobili po Anglih, enem izmed germanskih plemen. Govorijo (britansko) angleščino.